# Arborio
Arborio est une commune italienne de la province de Verceil dans la région Piémont en Italie. Cette commune a donné son nom à la variété de riz Arborio, très utilisée pour la préparation du risotto.

## Administration
| Période                                  | Période | Identité | Étiquette | Qualité |
| ---------------------------------------- | ------- | -------- | --------- | ------- |
|                                          |         |          |           |         |
| Les données manquantes sont à compléter. |         |          |           |         |

### Communes limitrophes
Ghislarengo, Greggio, Landiona, Recetto, Rovasenda, San Giacomo Vercellese, Sillavengo, Vicolungo, Villarboit